# Aeroporto Internacional Rainha Beatriz
O Aeroporto Internacional Rainha Beatriz (IATA: AUA, ICAO: TNCA) situa-se em Oranjestad, Aruba. Possui voos em direção aos Estados Unidos, muitos países no Caribe, costa norte de países sul-americanos e algumas partes da Europa, principalmente a Holanda. Recebeu este nome em homenagem a Rainha Beatriz, chefe de estado de Aruba.
Este aeroporto era hub da companhia Air Aruba, falida em 2000, que foi por muitos anos uma companhia aérea internacional. Antes da separação de Aruiba das Antilhas Holandesas em 1986 era também um dos três hubs da Air ALM.
Um terminal para aeronaves privadas foi aberto em 2007.

## Linhas Aéreas e destinos

### Passageiros
| Companhias                    | Cidades                                                     | Aliança       |
| ----------------------------- | ----------------------------------------------------------- | ------------- |
| Aerolíneas Mas 1 destino      | Internacional (1): Santo Domingo                            | N/A           |
| Air Canada 1 destino          | Internacional (1): Toronto                                  | Star Alliance |
| Albatros Airlines 1 destino   | Internacional (1): Punto Fijo                               | N/A           |
| American Airlines 3 destinos  | Internacionais (3): Charlotte / Filadélfia / Miami          | Oneworld      |
| Arkefly 1 destino             | Internacional (1): Amsterdão                                | N/A           |
| Aruba Airlines 3 destinos     | Internacionais (3): Maracaibo / Miami / Valência            | N/A           |
| Aserca Airlines 2 destinos    | Internacionais (2): Caracas / Valência                      | N/A           |
| Avianca 1 destino             | Internacionais (1): Bogotá                                  | Star Alliance |
| Avior Airlines 3 destinos     | Internacionais (3): Caracas / Maracaibo / Valência          | N/A           |
| Copa Airlines 1 destino       | Internacional (1): Cidade do Panamá                         | Star Alliance |
| Delta Air Lines 2 destinos    | Internacionais (2): Atlanta / Nova Iorque                   | SkyTeam       |
| Insel Air 1 destino           | Internacional (1): Willemstad                               | N/A           |
| JetBlue Airways 3 destinos    | Internacionais (3): Boston / Fort Lauderdale / Nova Iorque  | N/A           |
| KLM 1 destino                 | Internacional (1): Amsterdão                                | SkyTeam       |
| LATAM Colômbia 17 destinos    | Internacionais (1): Bogotá                                  | Oneworld      |
| LASER Airlines 3 destinos     | Internacionais (3): Caracas / Maracaibo / Valência          | N/A           |
| PAWA Dominicana 1 destino     | Internacional (1): Santo Domingo                            | N/A           |
| Southwest Airlines 3 destinos | Internacionais (3): Baltimore / Houston / Orlando           | N/A           |
| Spirit Airlines 1 destino     | Internacional (1): Fort Lauderdale                          | N/A           |
| Sunwing Airlines 1 destino    | Internacional (1): Toronto                                  | N/A           |
| Surinam Airways 2 destinos    | Internacionais (2): Miami / Paramaribo                      | N/A           |
| United Airlines 4 destinos    | Internacionais (4): Chicago / Houston / Newark / Washington | Star Alliance |
| Venezolana 1 destino          | Internacional (1): Maracaibo                                | N/A           |
| WestJet 1 destino             | Internacional (1): Toronto                                  | N/A           |
| Wingo 10 destinos             | Internacionais (1): Bogotá                                  | N/A           |

### Carga
- Amerijet International
  - Miami, Estados Unidos / Aeroporto Internacional de Miami
  - Santiago de los Caballeros, República Dominicana / Aeroporto Internacional do Cilbao
  - Santo Domingo, República Dominicana / Aeroporto Internacional de Las Américas
- Merlin Express
  - Aguadilla, Porto Rico / Aeroporto Rafael Hernández
- Ameriflight
  - San Juan, Porto Rico / Aeroporto Internacional Luis Muñoz Marin
- Líneas Aéreas Suramericanas
  - Bogotá, Colômbia / Aeroporto Internacional El Dorado